# دومينيك سالفاتوري
دومينيك سالفاتوري (بالإنجليزية: Dominick Salvatore)‏ هو اقتصادي أمريكي، ولد في 23 مايو 1940 في نابولي في إيطاليا.